# Karabin maszynowy Châtellerault Mle 31
Mitrailleuse de 7,5 Modele 31 (MAC 31, Reibel) – francuski czołgowy karabin maszynowy, wersja rkm-u FM 24/29. Rkm przystosowano do pełnienia nowej roli poprzez pozbawienie kolby i przystosowanie do zasilania z bębnowego magazynka o pojemności 150 naboi. W latach 30. MAC 31 stał się podstawowym typem czołgowego karabinu maszynowego armii francuskiej zastępując czołgową wersję ckm-u Hotchkiss Mle 14. Karabiny maszynowe MAC 31 były instalowane w czołgach Renault R-35, Hotchkiss H-35, FCM 36. W karabin ten przezbrojono także 1580 czołgów Renault FT. Poza czołgami karabiny maszynowe MAC 31 były instalowane na fortyfikacjach linii Maginota.
W 1939 roku 53 karabiny maszynowe MAC 31 znalazły się na uzbrojeniu Wojska Polskiego. Były one zamontowane w wieżach 50 czołgów R35 i 3 czołgów H35 zakupionych we Francji. Później polscy żołnierze zetknęli się z tą bronią po sformowaniu polskich jednostek we Francji.

## Opis
Châtellerault Mle 31 był bronią samoczynną. Zasada działania oparta na odprowadzaniu części gazów prochowych przez boczny otwór lufy. Zamek ryglowany przez przekoszenie.
MAC 31 był bronią zasilaną z bębnowych magazynków o pojemności 150 naboi.
Lufa zakończona stożkowym tłumikiem płomienia.
MAC 31 był wyposażony w chwyt pistoletowy i nie posiadał kolby.